# Agnieszka już dawno...
Agnieszka już dawno… − singiel polskiego zespołu Łzy, wydany 22 stycznia 2001 i umieszczony na albumie studyjnym grupy pt. W związku z samotnością z 2000. 
Piosenkę napisali Arkadiusz Dzierżawa, Adam Konkol, Dawid Krzykała, Rafał Trzaskalik i Anna Wyszkoni lub wg innego źródła Adam Konkol.
Piosenka dotarła do 1. miejsca na telewizyjnej liście 30 ton – lista, lista przebojów (TVP 2). Była na pierwszych miejscach list przebojów wielu rozgłośni radiowych.
W 2021 roku zespół Łzy z Adamem Konkolem jako liderem wydał sequel piosenki pod nazwą „Agnieszka 2.0". W wyniku konfliktu Adama Konkola z pierwotnym składem zespołu (przez co sama grupa została podzielona na dwie formacje) piosenkę tę wykonuje wokalistka Paulina Titkin.